# بيلي نوت
بيلي نوت (بالإنجليزية: Billy Knott)‏ هو لاعب كرة قدم بريطاني في مركز الوسط، ولد في 28 نوفمبر 1992 في جزيرة كانفي في المملكة المتحدة. شارك مع منتخب إنجلترا تحت 16 سنة لكرة القدم ومنتخب إنجلترا تحت 17 سنة لكرة القدم ومنتخب إنجلترا تحت 20 سنة لكرة القدم. أما مع النوادي، فقد لعب مع إيه أف سي ويمبلدون وبرادفورد سيتي وبورت فايل ونادي سندرلاند وويكمب وندررز ونادي وكينغ ووست هام يونايتد.

## وصلات خارجية
- بيلي نوت على موقع الاتحاد الدولي (مؤرشف)  (الإنجليزية)
- بيلي نوت على موقع قاعدة بيانات كرة القدم.إي يو (الإنجليزية)
- بيلي نوت على موقع Soccerbase.com (لاعب) (الإنجليزية)
- بيلي نوت على موقع Soccerway.com (الإنجليزية)
- بيلي نوت على موقع عالم كرة القدم.نت (الإنجليزية)
- بيلي نوت على موقع AS.com (الإسبانية)